# Meuro (Schipkau)
Meuro (sorbisch Murjow) ist ein Teil der Gemeinde Schipkau im Landkreis Oberspreewald-Lausitz in Brandenburg. 

## Geschichte
Meuro wurde im Jahr 1474 erstmals erwähnt. Der Ortsname stammt aus dem Sorbischen und bedeutet in etwa „Ort an einer feuchten Wiese“. Der Amtshauptmann des kursächsischen Amtes Senftenberg Kunz von Breitenbach erwähnte es gemeinsam mit den ebenfalls erstmals genannten Orten Rauno/Rowna und Sauo/Sowjo in einem angeforderten Bericht über den Zustand des Amtes. Meuro war ähnlich wie die umliegenden Dörfer über lange Zeit ein landwirtschaftlich geprägter Ort. Neben Feldwirtschaft und Tierzucht bestimmten der Weinanbau und die Bienenwirtschaft das Leben im Ort. Die Bauern aus Meuro waren genau wie die aus Sorno, Klettwitz und Lieske zu Diensten im Amt Senftenberg verpflichtet. Sie mussten Mist aus den Schafställen in die Weinberge des Amtes in der Hörlitzer Flur transportieren. Kirche, Schule und Friedhof befanden sich im Nachbarort Klettwitz.
Das lange Zeit unveränderte Dasein des Dorfes änderte sich mit dem in der Umgebung beginnenden Braunkohlenbergbau. In hügeligem Gelände südlich von Meuro wurde Ende des 19. Jahrhunderts die Braunkohlengrube Meurostolln eröffnet, welche später eine eigene Brikettfabrik nach sich zog. Die Ansiedlung um diese Fabrik entstand um den benachbarten Ort Hörlitz. Nach der teilweisen Devastierung von Hörlitz ist diese Ansiedlung Teil des heutigen Ortes Hörlitz.
Meuro selbst erlebte einen Bevölkerungsanstieg, der unter anderem zum Bau einer eigenen Schule und eines Feuerwehrhauses führte.

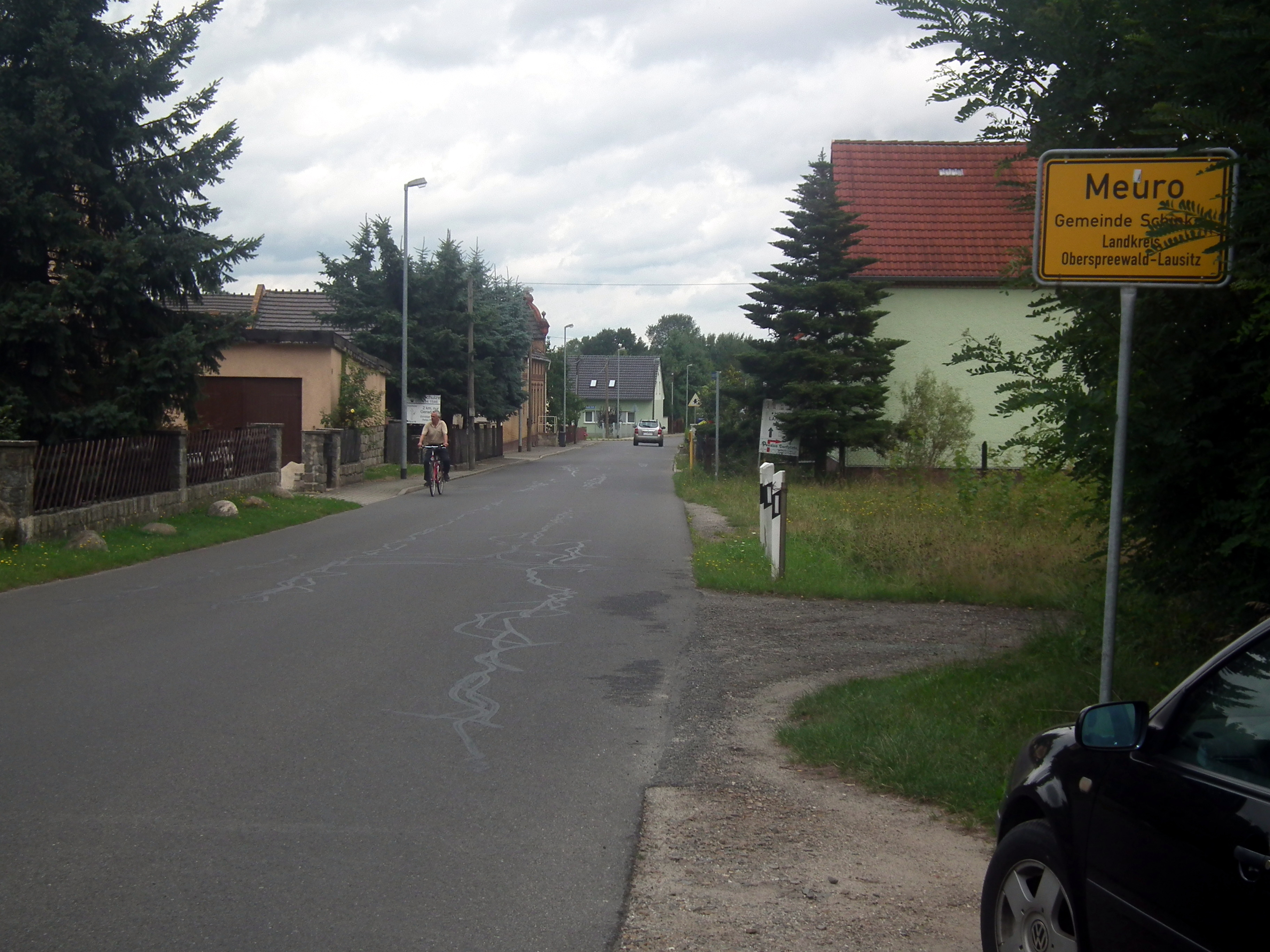
Ortseingang von Meuro
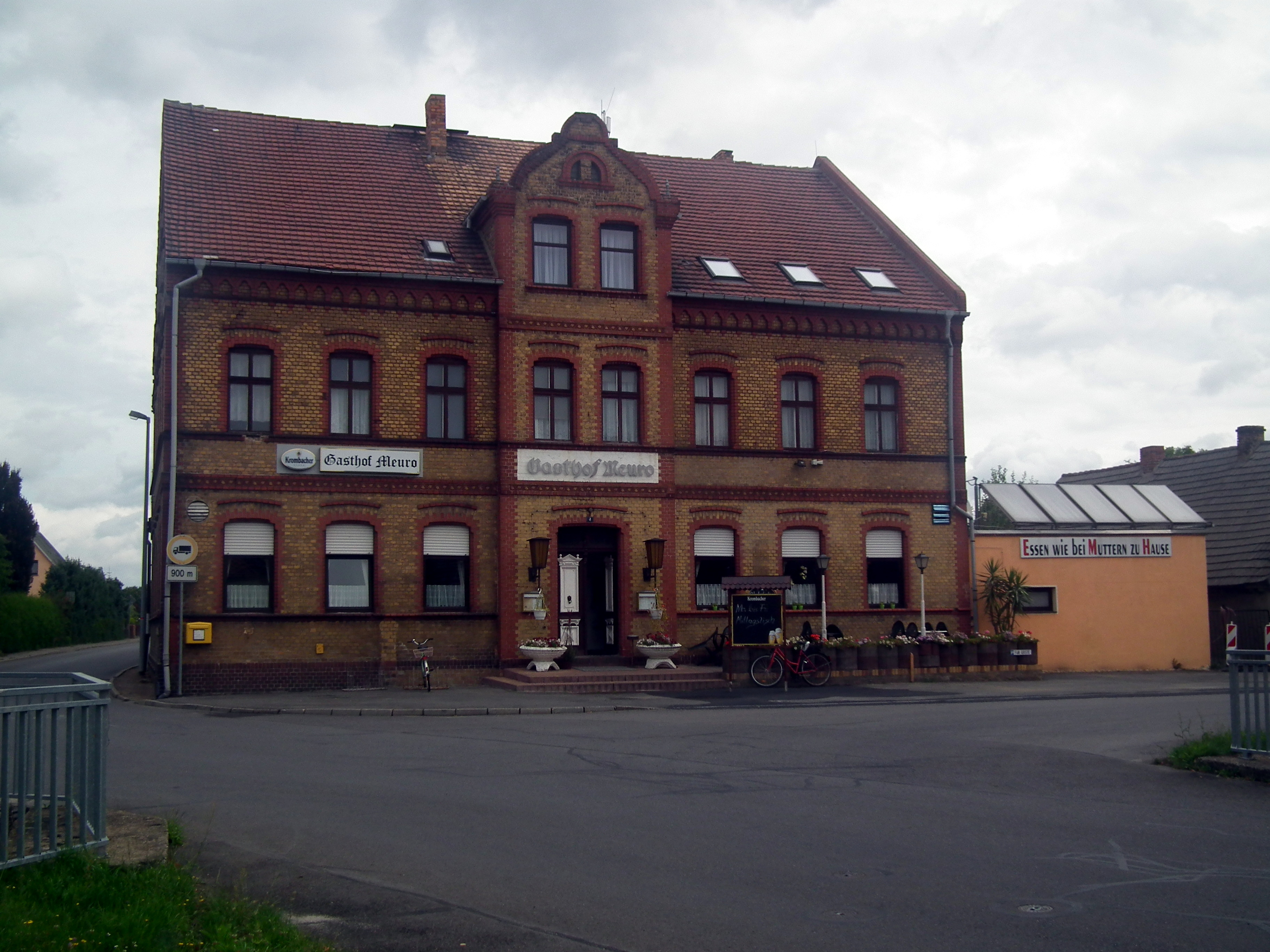
Gaststätte in Meuro
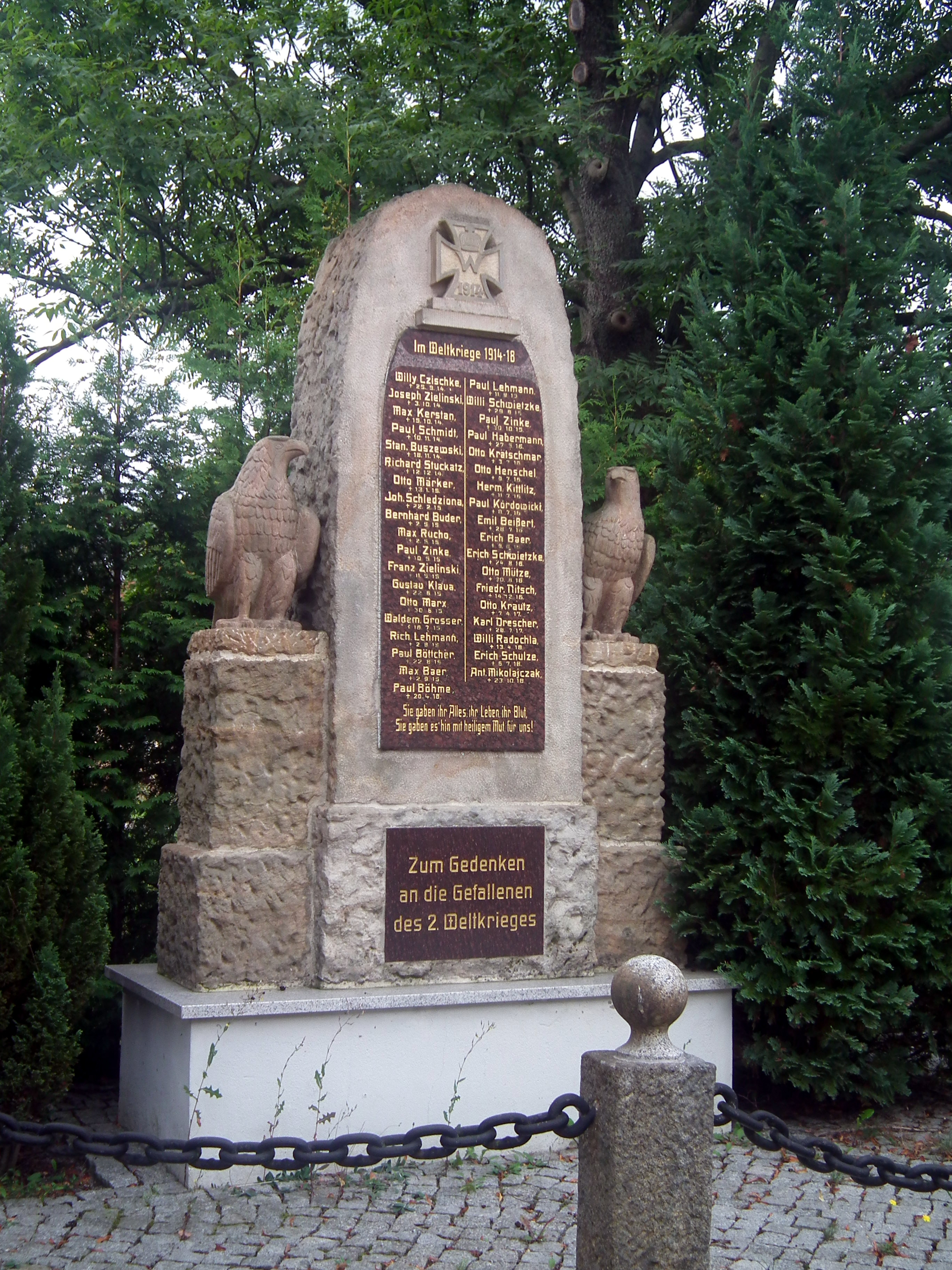
Kriegsdenkmal in Meuro

Bekannt wurde Meuro ab 1958 durch den Aufschluss des gleichnamigen Großtagebaus, der bis Ende 1999 342 Mio. Tonnen Braunkohle förderte. Im Jahr 1965 kam es zu einem Teilabbruch des Ortes durch den Tagebau Meuro. 20 Einwohner wurden umgesiedelt. Der Förderraum Meuro galt als Kernregion der Internationalen Bauausstellung „Fürst-Pückler-Land“, die im ersten Jahrzehnt des 21. Jahrhunderts in experimenteller Form Nachnutzungsideen für die Bergbaufolgelandschaft initiierte.
Auf Flächen, die der Tagebau hinterließ, wurde ab Juni 1998 der EuroSpeedway Lausitz errichtet. Das frühere Bergbau-Restloch „Westmarkscheide“ wird zum Meuroer See umgestaltet. Nördlich daran grenzt das Naturschutzgebiet Westmarkscheide/Mariensumpf, welches als FFH-würdiges Gebiet europäischen Schutz genießt.
An der Grenze zum heutigen Ortsteil Klettwitz wurden nach 1990 ein neuer Wohnpark und ein Gewerbegebiet errichtet, welche mit dem Namen Barranmühle an die örtliche Mühle erinnern. Der Wohnpark befindet sich je zur Hälfte in Meuro und Klettwitz. Was früher zur einen oder anderen Besonderheit führte, ist heute Geschichte – seit 2001 gehören Meuro und der Wohnpark zur neuen Großgemeinde Schipkau.
Am 1. Juni 1974 wurde Meuro nach Drochow eingemeindet. Am 6. Mai 1990 wurde der Ort wieder zu einer selbstständigen Gemeinde.
Zum 31. Dezember 2001 schloss sich Meuro mit den Orten Annahütte, Hörlitz, Schipkau, Drochow und Klettwitz zur Amtsgemeinde Schipkau zusammen.

### Einwohnerentwicklung
| Einwohnerentwicklung in Meuro von 1875 bis 2000 | Einwohnerentwicklung in Meuro von 1875 bis 2000 | Einwohnerentwicklung in Meuro von 1875 bis 2000 | Einwohnerentwicklung in Meuro von 1875 bis 2000 | Einwohnerentwicklung in Meuro von 1875 bis 2000 | Einwohnerentwicklung in Meuro von 1875 bis 2000 | Einwohnerentwicklung in Meuro von 1875 bis 2000 | Einwohnerentwicklung in Meuro von 1875 bis 2000 | Einwohnerentwicklung in Meuro von 1875 bis 2000 | Einwohnerentwicklung in Meuro von 1875 bis 2000 | Einwohnerentwicklung in Meuro von 1875 bis 2000 | Einwohnerentwicklung in Meuro von 1875 bis 2000 |
| Jahr                                            | Einwohner                                       | Jahr                                            | Einwohner                                       | Jahr                                            | Einwohner                                       | Jahr                                            | Einwohner                                       | Jahr                                            | Einwohner                                       | Jahr                                            | Einwohner                                       |
| ----------------------------------------------- | ----------------------------------------------- | ----------------------------------------------- | ----------------------------------------------- | ----------------------------------------------- | ----------------------------------------------- | ----------------------------------------------- | ----------------------------------------------- | ----------------------------------------------- | ----------------------------------------------- | ----------------------------------------------- | ----------------------------------------------- |
| 1875                                            | 322                                             | 1890                                            | 450                                             | 1910                                            | 1022                                            | 1925                                            | 861                                             | 1933                                            | 934                                             | 1939                                            | 1004                                            |
| 1946                                            | 1129                                            | 1950                                            | 1133                                            | 1964                                            | 693                                             | 1971                                            | 580                                             | 1981                                            | –                                               | 1985                                            | –                                               |
| 1989                                            | –                                               | 1990                                            | 433                                             | 1991                                            | 438                                             | 1992                                            | 452                                             | 1993                                            | 482                                             | 1994                                            | 613                                             |
| 1995                                            | 761                                             | 1996                                            | 844                                             | 1997                                            | 886                                             | 1998                                            | 890                                             | 1999                                            | 881                                             | 2000                                            | 884                                             |

## Politik
Ortsvorsteher ist seit 2019 Frank Priemer.

## Kultur und Sehenswürdigkeiten
Der Dorfclub Meuro e. V. gestaltet das kulturelle Leben und fördert das Brauchtum im Ort und führt regelmäßig Veranstaltungen wie Dorffeste, Zampern, Osterfeuer, Kinderfeiern und vieles mehr durch. Des Weiteren gibt es den Sportclub Meuro e. V., die Freiwillige Feuerwehr Meuro und die Volkssolidarität. Des Weiteren grenzt direkt an Meuro der EuroSpeedway Lausitz an.

## Infrastruktur
Das Gewerbegebiet Meuro/Klettwitz erinnert an die frühere Ortsteilung. Direkt an der Autobahn 13 in unmittelbarer Nähe der Anschlussstelle Klettwitz gelegen, haben einige Unternehmen an diesem Standort ihre Tätigkeiten aufgenommen und bis heute ausgebaut.
Der Kindergarten des Ortes befindet sich in der alten Grundschule Meuro.

## Persönlichkeiten
In Meuro wurde der deutsche Chemieingenieur Rudolf Zernick (1929–1997) geboren. Der Landrat des Landkreises Oberspreewald-Lausitz, Siegurd Heinze (* 1961), lebt in Meuro.